# باغبانان (مقاطعة فومن)
باغبانان (بالفارسية: باغبانان) هي قرية تقع في غيلان في إيران. يقدر عدد سكانها بـ 642 نسمة بحسب إحصاء 2016.